# Oleh Lysheha
Oleh Lysheha (em ucraniano:  Олег Лишега; 30 de outubro de 1949 - 17 de dezembro de 2014) foi um poeta, dramaturgo, tradutor e intelectual ucraniano. Lysheha entrou na Universidade de Lviv em 1968, onde durante o seu último ano foi expulso pela sua participação num círculo literário "não oficial", Lviv Bohema. Como punição, Lysheha foi convocado para o exército soviético e exilado internamente. Durante o período de 1972-1988, ele foi banido da publicação oficial, mas em 1989 o seu primeiro livro Grande Ponte (Velykyi Mist) foi publicado. Por "The Selected Poems of Oleh Lysheha", Lysheha e o seu co-tradutor James Brasfield da Penn State University, receberam o prémio PEN 2000 de Poesia em Tradução publicado pelo Harvard Ukrainian Research Institute. Lysheha é o primeiro poeta ucraniano a receber o prémio PEN.

## Poemas e traduções
Aos quarenta anos, Lysheha publicou a sua primeira coleção de poemas - "Grande Ponte" (1989), livro que o colocou na vanguarda da comunidade poética ucraniana. Anos mais tarde, após conhecer o seu futuro co-tradutor James Brasfield, Lysheha publicou "The Selected Poems of Oleh Lysheha" (1999), disponibilizando a sua obra pela primeira vez ao leitor inglês. Uma obra-prima do drama ucraniano é a peça milagrosa de Oleh Lysheha, "Amigo Li Po, Irmão Tu Fu", incluída na segunda seção da publicação em inglês de 1999. Treze anos após o seu primeiro trabalho, Lysheha publicou "To Snow and Fire" (2002).

### Os poemas selecionados de Oleh Lysheha (1999)
Revisores literários escreveram que "Os poemas selecionados de Oleh Lysheha" - as traduções inglesas de Lysheha - nada têm em comum com a tradição poética ucraniana. Como Bondar, por exemplo, observa que a poesia é "influenciada pela filosofia natural, meditação xamânica, negação total de um mundo tecnocrático e escapismo". O editor de Lyshaha, Harvard University Press, descreve o trabalho do poeta como "informado pelo transcendentalismo e pela introspecção Zen, com meditações sobre a essência da experiência humana e o lugar do homem na natureza".